# Daniel Jasinski
Daniel Jasinski (5 agosto 1989) è un discobolo tedesco.
È il fratello del cestista Julian Jasinski.

## Palmarès
| Anno | Manifestazione    | Sede           | Evento           | Risultato | Prestazione | Note |
| ---- | ----------------- | -------------- | ---------------- | --------- | ----------- | ---- |
| 2008 | Mondiali juniores | Bydgoszcz      | Lancio del disco | 24º (q)   | 50,36 m     |      |
| 2011 | Europei under 23  | Ostrava        | Lancio del disco | 6º        | 57,71 m     |      |
| 2011 | Universiadi       | Shenzhen       | Lancio del disco | 9º        | 57,96 m     |      |
| 2014 | Europei           | Zurigo         | Lancio del disco | 7º        | 62,04 m     |      |
| 2015 | Mondiali          | Pechino        | Lancio del disco | 15º (q)   | 61,70 m     |      |
| 2016 | Europei           | Amsterdam      | Lancio del disco | 8º        | 63,35 m     |      |
| 2016 | Giochi olimpici   | Rio de Janeiro | Lancio del disco | Bronzo    | 67,05 m     |      |
| 2018 | Europei           | Berlino        | Lancio del disco | 19º (q)   | 60,10 m     |      |
| 2021 | Giochi olimpici   | Tokyo          | Lancio del disco | 10º       | 62,44 m     |      |
| 2023 | Mondiali          | Budapest       | Lancio del disco | 17º (q)   | 63,66 m     |      |